# 10895 Aynrand
10895 Aynrand è un asteroide della fascia principale. Scoperto nel 1997, presenta un'orbita caratterizzata da un semiasse maggiore pari a 2,2636425 UA e da un'eccentricità di 0,0741691, inclinata di 5,14493° rispetto all'eclittica.